# Reglindis

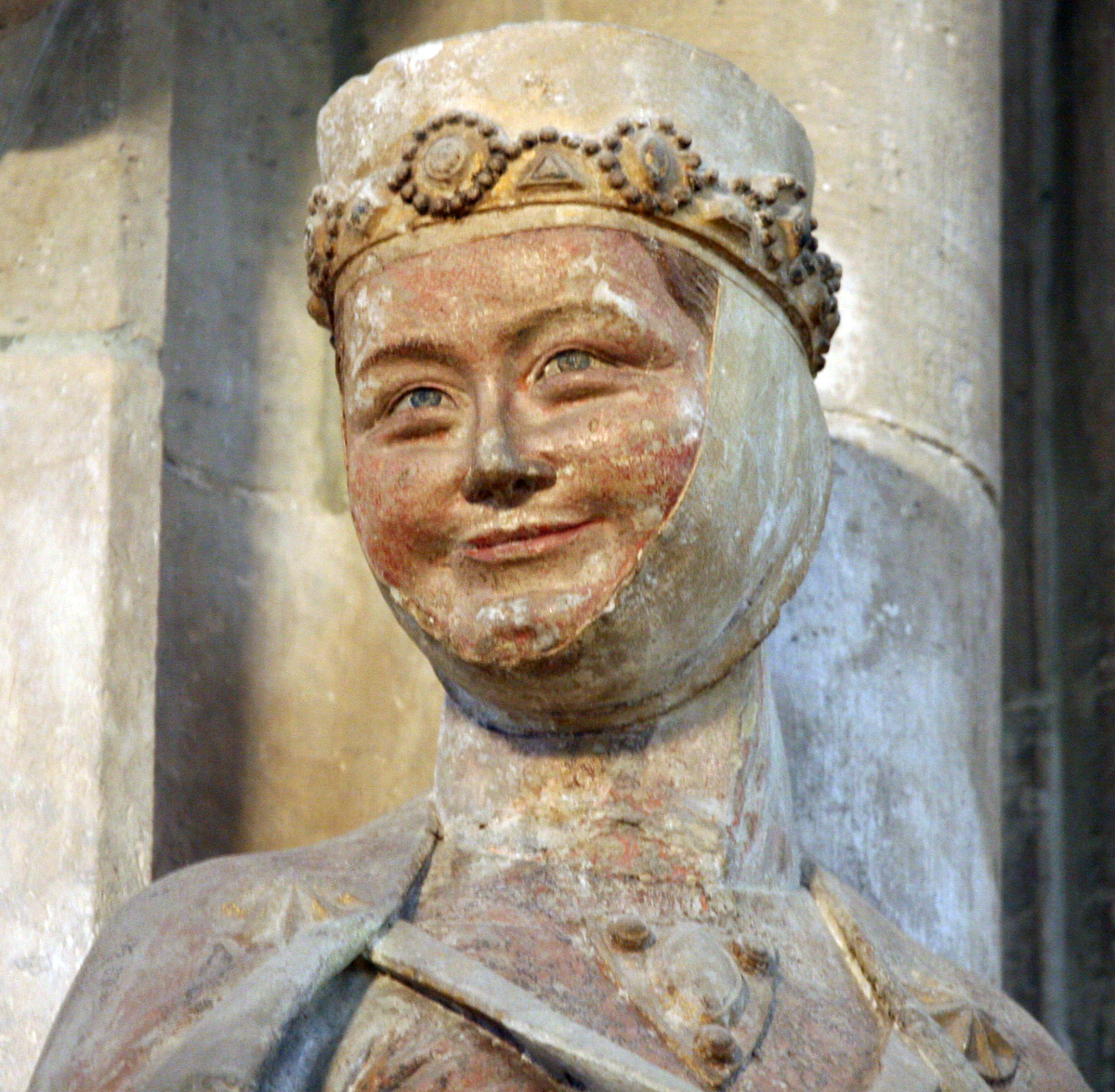
Reglindis, auch bekannt als die „Lächelnde Polin“, Statue im Naumburger Dom (Stand 2007)

Reglindis (auch Regelindis oder Regelinda; * um 989; † nach 21. März 1016) war eine Tochter des polnischen Königs Bolesław I. Chrobry und der sorbischen Fürstentochter Emnilda. Sie war durch Heirat Markgräfin von Meißen.

## Leben
Reglindis wurde 1002 mit Markgraf Hermann verheiratet, dem Sohn Ekkehards von Meißen. Kurz nach dem gewaltsamen Tod Ekkehards und nach der Belehnung Bolesławs mit den Lausitzen festigte die Ehe die Beziehungen zwischen den Piasten und Ekkehardinern, die trotz der Kriege Heinrichs II. gegen Polen wirksam blieben und 1018, kurz nach dem Frieden von Bautzen, durch die letzte Ehe Bolesławs mit Hermanns Schwester Oda nochmals bekräftigt wurden.

## Darstellung im Naumburger Dom
Eine Statue, die ihre Person darstellen soll, steht im Westchor des Naumburger Domes zusammen mit elf weiteren Stifterfiguren. Der unbekannte „Naumburger Meister“ hat sie im 13. Jahrhundert zusammen mit der Skulptur ihres Mannes und dem verschwägerten Paar Uta und Ekkehard als Hauptstifter der Kirche geschaffen.